# Транспортное строительство
«Транспортное строительство» -  научно-технический и производственный журнал. Включён в список научных журналов ВАК.

## История
Журнал «Транспортное строительство» создан в 1931 году как научный и производственный журнал строительной отрасли.
Первоначальное название сменили в 1936–1940 годах на «Строитель железных дорог» с передачей журнала в ведомство Народного комиссариата путей сообщения СССР (НКПС). Одной из задач журнала ставилась пропаганда интенсификации работ на Транссибирской магистрали.
Однако в 1937 году журнал подверг резкой критике работу собственного ведомства и строительной отрасли в целом. Например, в статье Главного инженера Цужелдорстроя НКПС П. Н. Гурова говорилось, что работа отрасли служит «примером того, как не нужно работать». Причин, называлось несколько: «это и несвоевременная подготовка к строительству, и отсутствие внимания к кадрам, и плохая организация труда, а также задержка проектов и смет, заключения договоров, и запоздание с отводом земель и завозом материалов, и, наконец, неудовлетворительное использование механизмов». Редакция давала ещё более жесткие комментарии: «Ответственность за срыв планов несут не только строительные организации, но и центральный аппарат Цужелдорстроя». Появились многочисленные статьи с разоблачением «вредителей, орудовавших в НКПС» и «наносивших делу проектирования и строительства мостов непоправимый вред».
Во время Великой Отечественной войны выпуск журнала был прекращён – редакция почти в полном составе ушла на фронт.
В 1946 году НКПС преобразован в Министерство путей сообщения (МПС), а в 1951 году журнал был восстановлен и стал его главным печатным органом, получив новое название «Железнодорожное строительство». Ответственным редактором журнала назначен директор Центрального научно-исследовательского института транспортного строительства (ЦНИИС) Тимофей Григорьевич Онуфриев. Задачей было поставлено бороться за улучшение строительного и проектного дела в сфере транспорта, вскрывать недостатки, организовать обмен положительным опытом, обсуждать актуальные вопросы практики проектирования и строительства железных дорог. Новое название существовало вплоть до 1954 года.
Начиная с 1955 года с появлением Союзного Министерства транспортного строительства название журнала вновь вернулось к первоначальному: «Транспортное строительство». Журнал расширил научную тематику и рассказывал о работах, проводимых Минтрансстроем. Теперь статьи журнала освещали строительство железных дорог, автомагистралей, аэропортов, метрополитенов, мостовых переходов, морских и речных портов и др. объектов транспортного строительства. 
Главным редактором в 1957 году назначен Владимир Онуфриевич Архипцев, начальник Технического управления Минтрансстроя. Выпускник  ЛИИЖТа, начинал прорабом на Западной железной дороге, работал в «Укрстройпути» заместителем начальника Московско-Донбасской железной дороги. Во время войны восстанавливал разрушенные фашистами мосты и дороги, а после занимался строительством транспортных сооружений. Этот человек мог задать нужное направление журналу, и оно было выбрано: содействие научно-техническому прогрессу в строительной отрасли.
В 1959 году главным редактором журнала стал Константин Владимирович Мохортов, новый начальник Технического управления Минтрансстроя, личность незаурядная. Спустя 15 лет он возглавит Всесоюзную стройку БАМ в ранге начальника Главбамстроя – заместителя министра транспортного строительства СССР. Журнал под его руководством поднимал актуальные проблемы: писал о повышении эффективности производства и качества работ, о развитии базы стройиндустрии и комплексной механизации, а также об организации строительства дорог в сложных климатических условиях.
В1963 году на должность главного редактора назначен Искандер Алиевич Карамышев. Он был первым редактором, кто не совмещал свои обязанности с ответственной работой в министерстве. Бывший мостостроитель, всем сердцем преданный отрасли, он сделал все, чтобы поднять ее печатный орган на новую высоту. При нем тираж вырос до 10 000 экземпляров – такого не было за всю историю издания журнала!
Журнал стал интересен широкой аудитории – расширился круг его авторов, были созданы общественные советы и корреспондентские пункты. Стали выходить тематические и региональные номера. Рядовой номер обычно состоял из передовой статьи, написанной одним из руководителей министерства или крупным ученым, проблемной статьи и материалов под рубриками «Трибуна передового опыта», «Проектирование»,«Результаты научных исследований», «Зарубежный опыт», «Хроника строек».
В 1971 году отраслевому печатному органу присужден диплом Всесоюзного научно-технического общества. А спустя 10 лет, в честь 50-летнего юбилея, журнал награжден орденом «Знак Почета».
В приветствии коллегии Минтрансстроя и ЦК Роспрофжел отмечалось: «На полувековом пути от первой до одиннадцатой пятилетки журнал, выступающий пропагандистом передового опыта и научно-технических достижений в отрасли и завоевавший заслуженное признание своих читателей, был постоянным советчиком и помощником в доблестном труде транспортных строителей». 
В 1984 года главным редактором стал Владимир Александрович Ишечкин, выпускник МИИТа, журналист, писатель, поэт.
С начала 1980-х годов организации Минтрансстроя стали активно участвовать в ежегодных выставках-ярмарках, где можно было не только увидеть новую технику и технологии, но и купить. Сегодня это расценивается как первый шаг к рыночным отношениям. О конкуренции речь тогда еще не шла, но проблема эффективности стояла остро. Решено было разработать целевую отраслевую научно-техническую программу «Мировой уровень». В 1985–1990 годах под руководством Главного научно-технического управления над ней трудилась большая группа специалистов и ученых из разных институтов. Были сделаны расчеты эффективности технологий, выведен специальный коэффициент – так называемый интегральный показатель технического уровня (в сравнении с зарубежным). Например, в отечественном мостостроении он составлял 0,8–0,9. Но в других сферах транспортного строительства отставание было намного больше. После подведения итогов намечался план действий: кто и что должен делать в каждом из главков. При этом «расписывалась» вся цепочка – от науки до завода и строительной площадки. Этот процесс подробно описывался на страницах журнала. 
Реализация программы «Мировой уровень» пришлась на сложный период перестройки и экономических реформ. Тем не менее, она свою роль сыграла. Безусловно, во многом благодаря этому отрасль транспортного строительства, одна из немногих, успела технически перевооружиться и подготовиться к началу рыночных реформ.
В 1991 году организации Минтрансстроя объединились в Корпорацию «Трансстрой», которую возглавил бывший министр Владимир Аркадьевич Брежнев. Ее создали с целью сохранить взаимодействие и мощную структуру, способную решать задачи на всех этапах – от проекта до его реализации.
Пока шла перестройка, наступили времена, когда работникам аппарата бывшего министерства нечем было платить зарплату. Наука тоже оказалась на голодном пайке. Нечем было оплачивать и выпуск журнала, работу редакционного коллектива. Впрочем, надо отдать должное Корпорации  «Трансстрой» и ее президенту В.А. Брежневу – они журнал на произвол судьбы не бросили. При поддержке строительно-монтажных организаций и производственных предприятий удалось сохранить главный печатный орган отрасли – журнал «Транспортное строительство». 
В 1996 г. главным редактором стал Максим Карамышев, сын Искандера Карамышева. 
Ответственность и практическая работа по подготовке, оформлению и изданию журнала возлагалась на Главное научно-техническое управление Министерства, в последующем на Научно-технический центр Корпорации «Трансстрой», затем на ООО «Проектно-строительная компания «Трансстрой». Эту работу вели начальники Главного научно-технического управления – члены коллегии Министерства с 1978 года – Ю.М. Митрофанов, с 1988 года – В.Н. Зимтинг, с 1991 года – Н.А. Полищук.
Перейдя в 1996 году на полноцветную печать, журнал сменил внешний вид. Он стал более красочным, а главное – определил новую редакционную политику. Журнал был включен в Перечень СМИ Высшей аттестационной комиссии. 
За всю свою историю отраслевой журнал много раз мог закончить свое существование – закрывались и более солидные издания. Однако материальная поддержка со стороны генеральных директоров Проектно-строительной компании «Трансстрой» (Ю.У. Рейльян, А.Г. Баранцев), Корпорации «Трансстрой» и ЗАО «Инжтрансстрой» (А.В. Руденко), ООО «Инжиниринговая корпорация «Трансстрой» (Е.В. Басин), Союз «Международная гильдия транспортных строителей» (Н.А. Полищук), РОО «Научно-техническая ассоциация ученых и специалистов транспортного строительства» («НТАУиСТС» – председатель Н.А. Полищук) обеспечивали выпуск и развитие журнала.
Николай Александрович Полищук возглавлял журнал в 1996–2022 гг., а «НТАУиСТС» и сегодня остается одним из учредителей журнала. У Н.А. Полищука за плечами огромный опыт строительства объектов транспорта и объектов культурно-бытового назначения. Строил дороги на целине, работал главным инженером Главка Казахстана и Средней Азии Минтрансстроя, начальником Главного научно-технического управления, затем, став вице-президентом Корпорации «Трансстрой», многое сделал, чтобы она поднялась на «строительный Олимп». Он, отдавший любимой профессии более полувека жизни, как никто другой, понимает важность сегодняшней задачи – развитие отрасли отечественного транспортного строительства. И поэтому вносит большой личный вклад в пропаганду передовых технологий, научно-технических достижений в области строительства, что способствует формированию позитивного облика журнала на строительном рынке.
В июне 2022 года ООО «МИП «Технопарк МАДИ» получило статус соучредителя и главного издателя журнала «Транспортное строительство». Главным редактором стал Васильев Юрий Эммануилович – доктор технических наук, профессор, действительный член Российской академии транспорта (РАТ), заведующий кафедрой «Дорожно-строительные материалы» Московского автомобильно-дорожного государственного технического университета, генеральный директор МИП «Технопарк МАДИ».
Более 90 лет журнал «Транспортное строительство» является первоисточником информации по фундаментальным и прикладным работам ведущих отечественных и зарубежных ученых. Публикации о новейших научных разработках, результатах теоретических и прикладных исследований, опыте проектирования, строительства и эксплуатации объектов транспортного строительства, всегда были и остаются актуальными и вызывали интерес у специалистов.
Журнал востребован читателями. Они – профессионалы и понимают, что успеха в рыночной экономике можно добиться, лишь поддерживая высокий уровень конкурентоспособности, который обеспечивается, в том числе, и высокой квалификацией, широтой кругозора, новыми знаниями. Отраслевой журнал в этом – незаменимый помощник.

## Содержание журнала
На страницах журнала публикуются научные статьи, обзоры научных и производственных новостей в области строительства, материалы по практическим вопросам производственного и экономического характера, освещаются научно-технические достижения организаций отрасли, применение передовых технологий и новых строительных материалов в области строительства. Особое место занимают научные статьи в области мостостроения и тоннелестроения. Журнал содержит сведения о введенных нормативных документах обязательных для использования в транспортном строительстве, очерки по истории транспортного строительства, обзоры профессиональных новостей, рецензии на диссертации и научные монографии, биографии учёных, строителей и конструкторов инженерных сооружений.
Журнал освещает и рецензирует научно-технические исследования по следующим направлениям:
- автомобильные дороги,
- аэродромы,
- геодезия,
- железные дороги,
- инженерная геология
- метро и тоннелестроение,
- мостостроение,
- строительные материалы,
- организация и управление строительством,
- экологическая безопасность строительства и городского хозяйства.